# Кеті Фетіші
Кети Фетиши (алб. Keti Fetishi, (нар. 15 квітня 1997, Тирана) — албанська професійна велогонщиця. З 31 березня 2017 року виступає на місцевих шосейних велозмаганнях за команду Conceria Zabri-Fanini в категорії UCI Women's Team.